# Chriacus
Chriacus is een uitgestorven zoogdier behorend tot de Arctocyonidae. Dit dier leefde van het Vroeg-Paleoceen tot het Vroeg-Eoceen in Noord-Amerika. Chriacus is een van de best bekende "condylarthen", mede door de vondst van een vrijwel compleet skelet, en het leek wat betreft uiterlijk en leefwijze sterk op de hedendaagse neusberen.

## Fossiel voorkomen
Fossielen van Chriacus zijn gevonden in de strata van de Western Interior, het gebied van de Canadese provincies Alberta en Saskatchewan in het noorden via de Amerikaanse staten Montana, North Dakota, Wyoming, Utah en Colorado tot New Mexico in het zuiden. In de Western Interior zijn de compleetste en best bestudeerde fossielen van zoogdieren uit het Paleoceen en Vroeg-Eoceen wereldwijd gevonden. De North American Land Mammal Ages (NALMA) worden gebruikt als tijdschaal in de Noord-Amerikaanse stratigrafie. Chriacus was van het Laat-Puercan tot het Laat-Wasatchian (circa 63 tot 50 miljoen jaar geleden) met meerdere soorten vertegenwoordigd in Noord-Amerika.

## Kenmerken

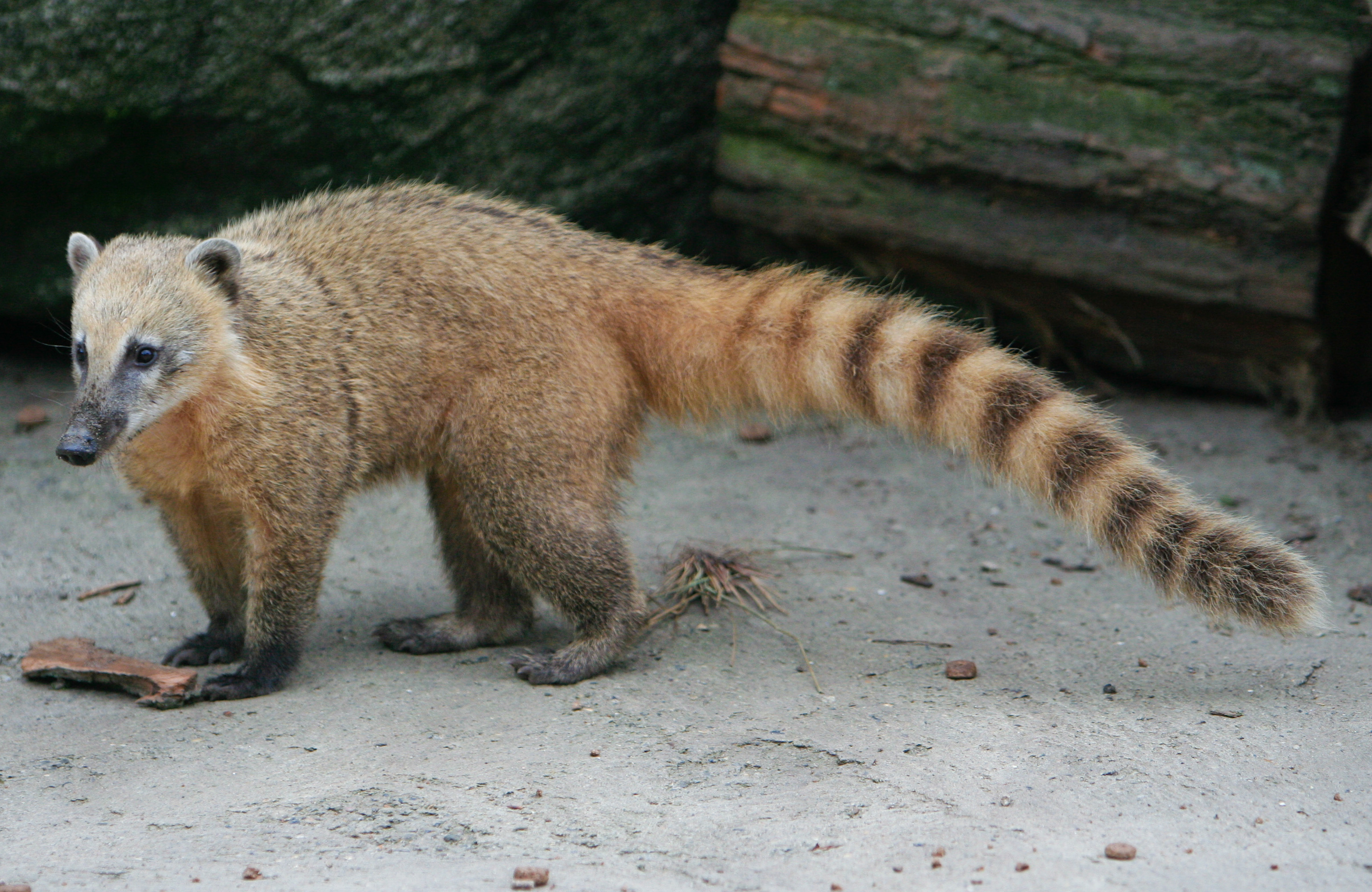
De rode neusbeer, het hedendaagse dier waar Chriacus het meest mee overeenkomt wat betreft leefwijze en uiterlijk

Veel informatie over Chriacus is afkomstig van een uitzonderlijk compleet en gearticuleerd skelet uit het Wasatchian, dat in jaren tachtig van de twintigste eeuw in Wyoming is gevonden. Het is een van de compleetste zoogdierskeletten uit deze periode. Bij dit specimen ontbreekt alleen het schedeldak, delen van de sacrale en caudale wervelkolom, het distale deel van de linkerhand en enkele kleine andere delen. Dit skelet toont dat Chriacus een dier was dat wat betreft formaat, proporties en skeletaanpassingen te vergelijken is met een neusbeer. Chriacus was ongeveer een meter lang en vijf tot tien kilogram zwaar. Chriacus was aangepast aan het leven op zowel de grond als in de bomen. De beenderen van de poten tonen met beenkammen en processus aanhechtingen voor sterke musculatuur. De structuur van de voeten en de sterk mobiele enkelgewrichten tonen aan dat deze roteerbaar waren, waardoor Chriacus met gemak kon klimmen en zelfs met de kop naar beneden kon afdalen uit bomen. Daarnaast was uitgebreide supinatie van de onderarmen mogelijk door een flexibele elleboog en maakte het heupgewricht substantiële abductie van de achterpoot mogelijk. Afgaand op de bouw van de gewrichten was de flexibiliteit van Chriacus minstens even groot als die van neusberen, maar minder dan dat van de rolstaartbeer. Chriacus had een lange en robuuste staart die voor evenwicht zorgde tijdens het klimmen en mogelijk ook als grijporgaan fungeerde. Aan iedere voet zaten vijf tenen met daaraan korte, scherpe, gekromde en zijwaarts gecomprimeerde klauwen, die gebruikt werden bij het klimmen en overeenkomen met de klauwen van kleine beren en palmcivetkatten. De kiezen wijzen op een omnivoor dieet van vruchten, noten, insecten en andere kleine dieren. Het was een zoolganger en de korte, stevige voorpoten lijken aangepast voor graven. De lange, smalle onderste snijtanden hadden microscopische groeven en vormden zo een soort kam die waarschijnlijk werd gebruikt voor verzorging van de vacht. Deze aanpassing komt ook bij de hedendaagse halfapen voor. Een eveneens in de jaren tachtig gevonden partieel skelet uit het Torrejonian van New Mexico toont net als het specimen uit Wyoming aan dat Chriacus aangepast voor het leven in de bomen. Een studie naar de schedelinhoud en het binnenoor door middel van een CT-scan liet zien dat bij Chriacus het reukvermogen beter ontwikkeld was dan het zicht. De bouw van het binnenoor vertoont overeenkomsten met uitgestorven vormen uit de Euungulata en het past bij een traag tot gemiddeld actief dier. Het gehoor van Chriacus was vergelijkbaar met dat van een aardvarken.

## Chronologie van de vondsten

### Beschrijving door Cope

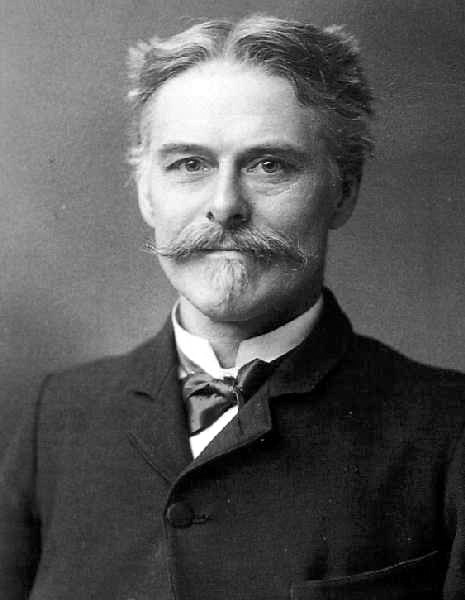
Edward Drinker Cope benoemde Chriacus

Chriacus werd in 1883 benoemd door Edward Drinker Cope in de "Proceedings of the Academy of Philadelphia" ten tijde van zijn expeditie in het San Juan-bekken in New Mexico. Dit bekken is de belangrijkste vindplaats van fossielen uit de eerste drie NALMA's van het Paleoceen. De expeditie van Cope maakte deel uit van de Wheeler Survey, een serie onderzoeken onder leiding van George Montague Wheeler om de Verenigde Staten ten westen van de honderdste meridiaan in kaart te brengen. In een periode van hevig concurrentie met vooral Othniel Charles Marsh en in mindere mate Joseph Leidy – bekend als de "Bone Wars" – was Cope de eerste die het San Juan-bekken bezocht. Aanvankelijk werd alleen versteend hout gevonden, maar in 1880 vond David Baldwin de eerste zoogdierfossielen. In meerdere artikelen beschreef Cope de paleofauna van de "Puerco Marls" en hij benoemde het als zijn belangrijkste geologische vondst ooit. Vanwege onvoldoende kennis over het skelet onderscheidde Cope Chriacus van met name Mioclaenus op basis van de kenmerken van de tanden. Het beperkte beschikbare materiaal maakte volgens Cope ook het onderscheid tussen de soorten moeizaam. Eind jaren tachtig had hij tien soorten uit het Paleoceen en één uit de San José-formatie uit het Wasatchian beschreven aan de hand van fossielen uit New Mexico. Verschillende soorten die door Cope aanvankelijk aan Chriacus werden toegeschreven, zijn later hernoemd en ingedeeld bij andere geslachten van arctocyoniden, met name Loxolophus. Chriacus angulatus uit de San José-formatie bleek later de halfaap Cantius.

### Matthew en tijdgenoten
Nieuwe expedities in het San Juan-bekken in de jaren negentig van het American Museum of Natural History leverden veel nieuw fossiel materiaal op. Deze vondsten leidden tot een revisie van de fauna door William Diller Matthew in 1897, waarbij het aantal soorten gereduceerd werd en soorten heringedeeld werden. Bovendien bleek dat de afzettingen twee paleofauna's omvatten en Matthew splitste de "Puerco Marls" in de daadwerkelijke Puerco-formatie en de jongere Torrejon-formatie. Tegenwoordig worden deze aardlagen beschouwd als onderdeel van de Nacimiento-formatie. Overliggend bevinden zich in het noordelijke deel van het San Juan-bekken in Colorado de Tiffany Beds. Nieuwe soorten werd begin twintigste eeuw beschreven door William Matthew en Walter Willis Granger (1915) en door George Gaylord Simpson (1935).

### Revisie door Van Valen
In 1978 reviseerde Leigh van Valen het fossiele materiaal van zoogdieren uit het Paleoceen in zijn The beginning of the Age of Mammals. Wat betreft Chriacus duidde hij diverse soorten als synoniemen en daarnaast benoemde Van Valen ook vier nieuwe soorten. Tevens beschouwde hij Epichriacus (Scott 1892), Metachriacus (Simpson 1935), Spanoxyodon (Simpson 1935) en Tricentes (Cope 1884) als synoniemen van Chriacus. Door deze revisies kwam het aantal erkende soorten op zeven uit het Paleoceen en één uit het Eoceen: C. baldwini (Cope 1882), C. calenancus (Van Valen 1978), C. oconostotae (Van Valen 1978), C. gallinae (Matthew & Granger 1915), C. katrinae (Van Valen 1978), C. metocometi (Van Valen 1978), C. pelvidens (Cope 1881) en C. punitor (Simpson 1935). Een tweede soort uit het Eoceen, C. badgleyi, werd in 1989 door Philip Gingerich beschreven.

## Classificatie
Chriacus vormt samen met Prothryptacodon en Thryptacodon de onderfamilie Chriacinae binnen de Arctocyonidae. Prothryptacodon leefde van het Laat-Puercan tot Laat-Tiffanian in de Western Interior. Thryptacodon verscheen in het Midden-Torrejonian en overleefde tot in het Vroeg-Bridgerian, maar is met name bekend van partiële skeletten uit de Willwood-formatie uit het Wasatchian. De lichaamsbouw van Thryptacodon had veel overeenkomsten met Chriacus, hoewel de enkelgewrichten minder flexibel waren. Desondanks was dit dier eveneens een capabele klimmer. In het verleden werd Chriacus ingedeeld bij de Oxyclaeninae, maar deze indeling is verlaten.

### Arctocyonidae

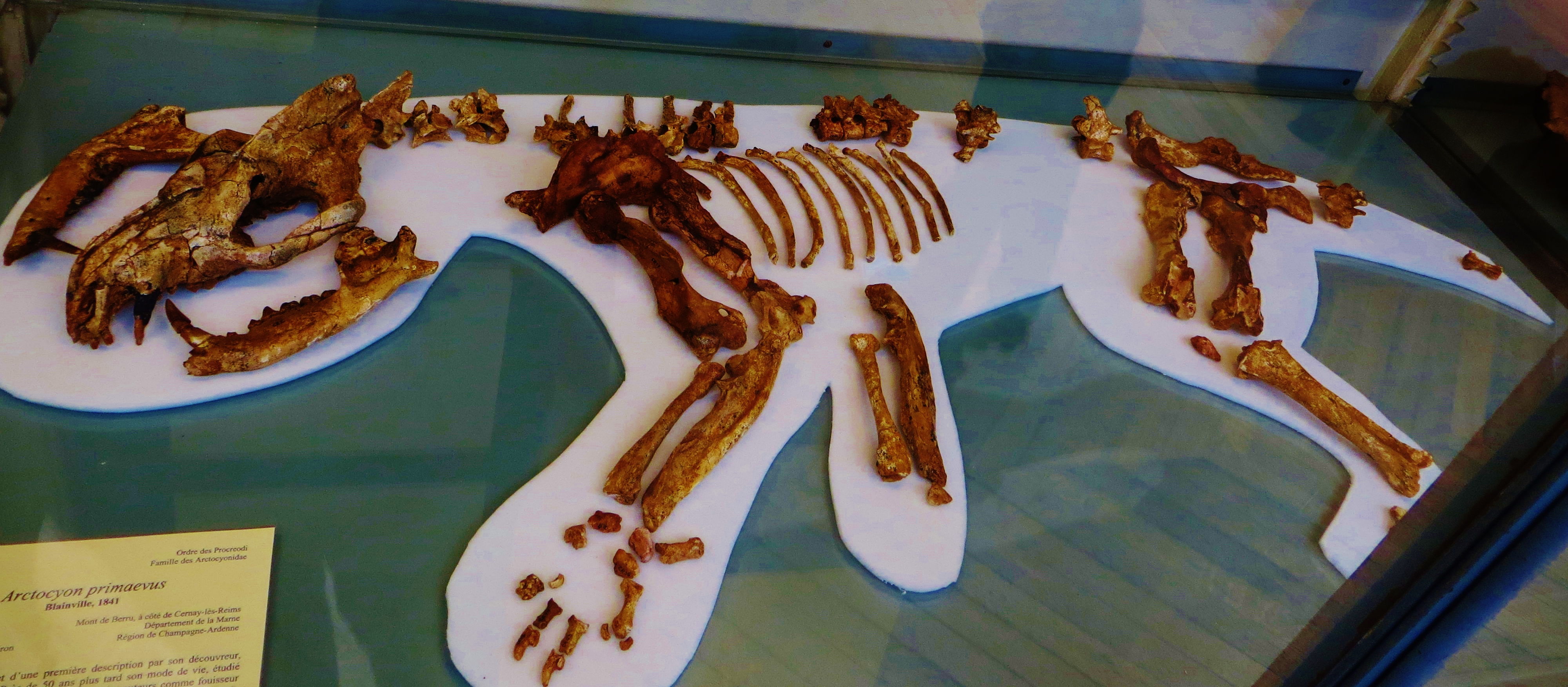
Arctocyon, de naamgever van de Arctocyonidae

De Arctocyonidae wordt tot de "Condylarthra" gerekend, een verzameling van basale hoefdierachtige vormen waarvan de onderlinge verwantschap en de verwantschap met de hedendaagse hoefdieren onduidelijk zijn. De meeste latere condylarthen waren herbivoor, maar de soorten uit de Arctocyonidae bleven omnivoren. Met toename van de grootte maakten grotere prooidieren deel uit van het dieet, maar de arctocyoniden werden nooit gespecialiseerde roofdieren. Naamgever van de familie is Arctocyon en de soorten uit dit genus hadden het formaat van een wolf tot een beer.

### Vroege inzichten over de classificatie
Chriacus en de Arctocyonidae werden aanvankelijk door Edward Drinker Cope ingedeeld bij de Creodonta, die hij als een onderorde binnen de Insectivora plaatste. Cope beschouwde Chriacus als een tussenfase in de ontwikkelingslijn vanaf stamvorm Mioclaenus naar de Oxyaenidae en vervolgens de Feliformia.
Scott handhaafde de indeling van Chriacus bij de Creodonta in zijn revisie van de groep in 1892, maar Charles Earle zag in 1898 weinig overeenkomsten tussen Chriacus en diens verwanten en de creodonten en betwistte daarom de indeling van Cope. Hij suggereerde een mogelijke verwantschap met de primaten, met name vanwege overeenkomsten in het gebit. In 1897 stelde William Matthew dat het bewijs voor indeling bij de primaten weinig overtuigend is en dat er in het gebit en het (beperkt beschikbare) skelet meer overeenkomsten met andere creodonten zijn. In 1915 publiceerde Matthew een uitgebreide revisie van de Noord-Amerikaanse carnivore zoogdieren uit het Paleogeen. Hij behield de indeling van de Arctocyonidae bij de Creodonta, maar hij plaatste de Creodonta als onderorde binnen de Carnivora. Binnen deze indeling viel de Arctocyonidae binnen de superfamilie Procreodi.

### Verwantschap met de evenhoevigen
Op basis van het gebit stelde Van Valen in de jaren zeventig dat de evenhoevigen zich uit de Arctocyonidae ontwikkelden. De vondst van het vrijwel compleet skelet van Chriacus ontkrachtte deze theorie omdat het in plaats van postcraniële kenmerken van de evenhoevigen aanpassingen voor klimmen bleek te hebben. De beschrijving van een kleine arctocyonide uit het Laat-Torrejonian van het San Juan-bekken in  de jaren negentig door Kenneth Rose blies de oude theorie echter opnieuw leven in. Het specimen was in 1949 opgegraven door Franklin Pearce bij Torreón Arrojo en gelabeld als "Chriacus truncatus", maar bleef verder onbeschreven voor meerdere decennia. Het specimen bestaat uit kaakbeenderen, twee wervels en partiële achterpoten (distale deel van het linker dijbeen en het proximale deel van het linker scheenbeen). De bouw van het scheenbeen en het dijbeen vertoont overeenkomsten met die van de basale evenhoevigen als Diacodexis en wijst op aanpassingen aan rennen. In combinatie met de vergelijkbare tanden was deze arctocyonide vermoedelijk verwant aan de voorouder van de evenhoevigen. C. truncatus werd door Van Valen als synoniem beschouwd van C. baldwini, maar "Chriacus truncatus" behoort vermoedelijk niet tot C. baldwini maar waarschijnlijk tot een geslacht dat nauw verwant is aan Van Valen's concept van Chriacus.

### Recente inzichten over de classificatie
Bij de grootste cladistische analyse van Paleocene placentadieren tot op heden in 2015 werden de oude ideeën over de verwantschap van de Arctocyonidae met de Carnivora en Creodonta nieuw leven in geblazen. De Arctocyonidae viel in deze analyse binnen de Ferae en bleek polyfyletisch. Chriacus vormt in deze studie samen met naaste verwant Thryptacodon, Anacodon en Oxyclaenus de zustergroep van de Creodonta en de palaeoryctiden. Arctocyon en Loxolophus daarentegen bleken nauwer verwant aan de Pantodonta. De twee clades vormen samen met de Pantolesta-Pholidota de zustergroep van de Carnivoramorpha-Mesonychia in deze analyse. De veronderstelde verwantschap van de Arctocyonidae en ook Mesonychia met de evenhoevigen of echte hoefdieren in het algemeen, werd in deze studie niet aangetoond. Eveneens in 2015 werd een fylogenetische studie verricht naar de verwantschap van de hoefdierachtige roofdieren van het Paleoceen. Hierin kwamen Chriacus en diens verwanten naar voren als de zustergroep van de Triisodontidae en de Mesonychia als basale Euungulata. Een uitgebreide studie uit 2022 naar de verwantschap van zoogdieren uit het Paleoceen plaatste de "condylarthen" verspreid aan de basis van de Laurasiatheria met de Arctocyonidae als zustergroep van de Artiodactyla.

## Soorten

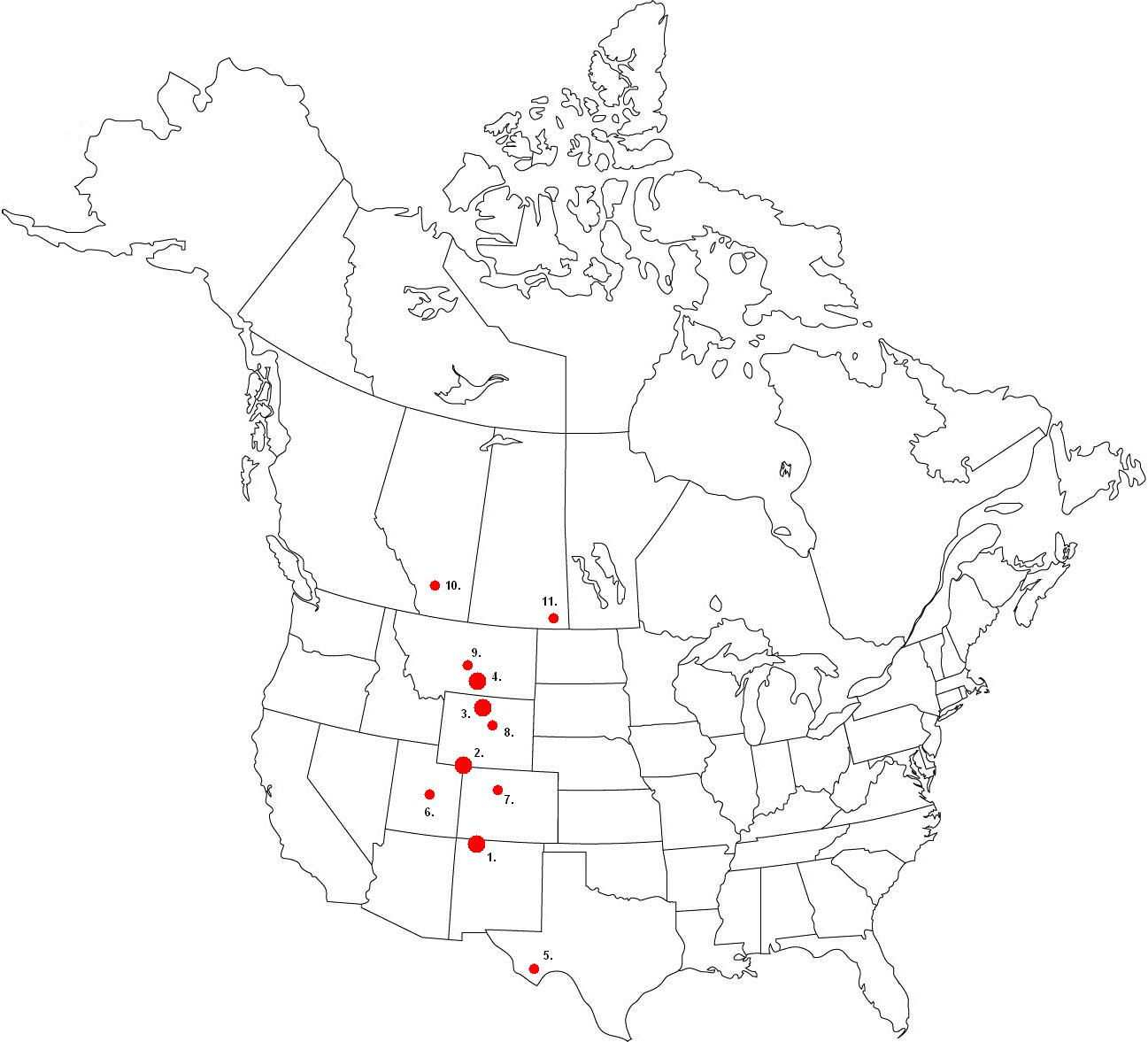
Fossiele vindplaatsen van Chriacus:
1. San Juan-bekken, 2. Green River-bekken, 3. Bighorn-bekken, 4. Crazy Mountain-bekken, 5. Black Peaks, 6. North Horn, 7. DeBeque, 8. Evanston, 9. Tullock, 10. Paskapoo en Porcupine Hills, 11. Ravenscrag

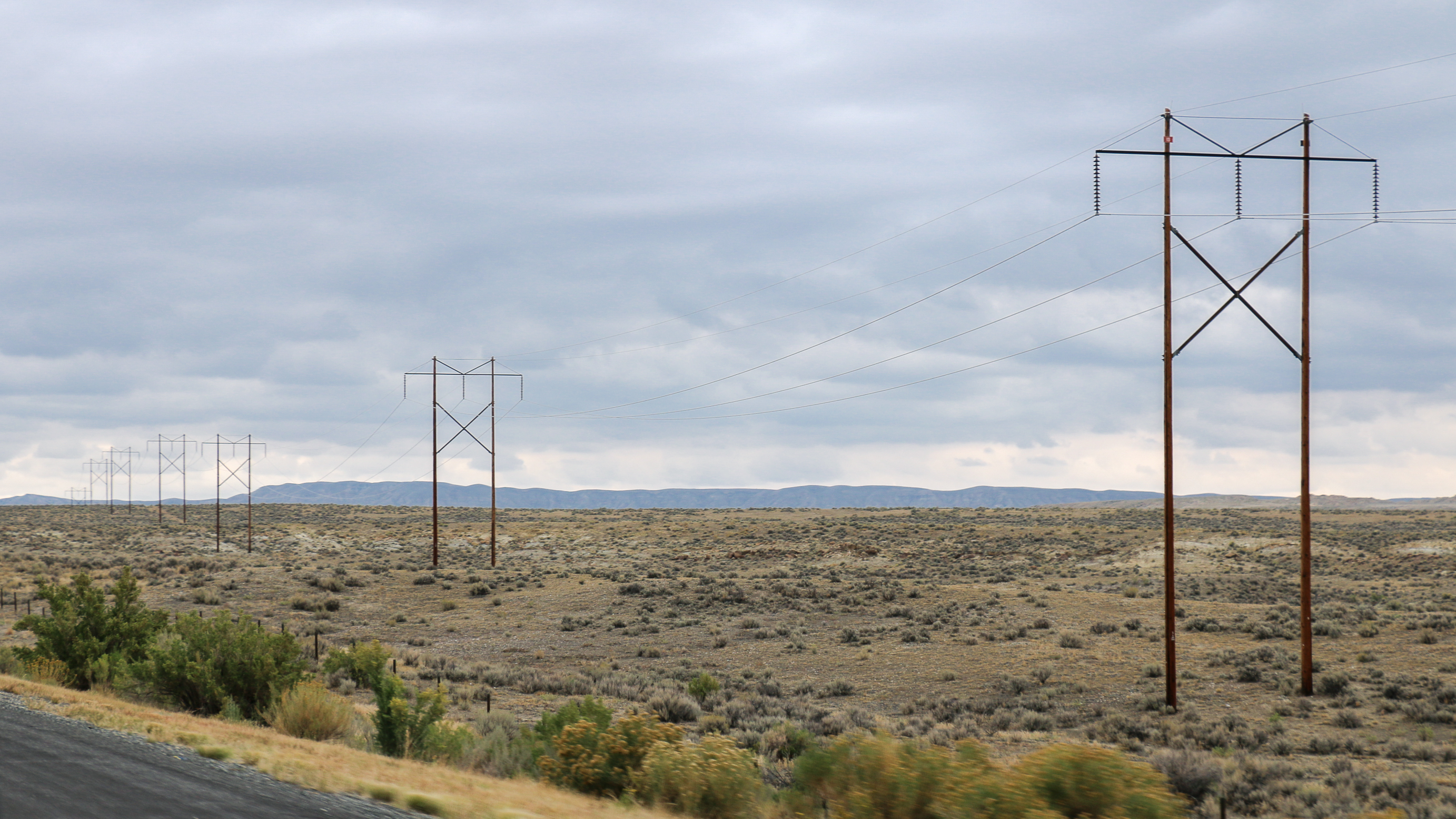
Bighorn-bekken

| Tijdvak                        | NALMA        | Ouderdom (Ma) | Soorten                                                  |
| ------------------------------ | ------------ | ------------- | -------------------------------------------------------- |
| Eoceen                         | Bridgerian   | 50,0 - 46,4   |                                                          |
| Eoceen                         | Wasatchian   | 55,5 - 50,0   | C. badgleyi, C. gallinae                                 |
| Paleoceen                      | Clarkforkian | 56,4 – 55,5   |                                                          |
| Paleoceen                      | Tiffanian    | 60,5 - 56,4   | C. baldwini, C. metocometi, C. oconostotae, C. pelvidens |
| Paleoceen                      | Torrejonian  | 62,5 - 60,5   | C. baldwini, C. katrinae, C. pelvidens, C. punitor       |
| Paleoceen                      | Puercan      | 66,0 - 62,5   | C. calenancus                                            |
| Krijt                          | Lancian      | 70,6 - 66,0   |                                                          |
| Fossiel voorkomen van Chriacus |              |               |                                                          |

### Vroeg-Paleoceen
Chriacus verscheen in het Laat-Puercan, enkele miljoenen jaren na het uitsterven van de dinosauriërs, en maakte deel uit van de "Paleocene placental explosion". Door de massa-extinctie aan het einde van het Krijt was een groot aantal ecologische niches vrijgekomen en de placentaire zoogdieren ontwikkelden zich in de loop van het Paleoceen spectaculair om deze niches te gaan bezetten. Tijdens het Paleoceen bedekten dichte regenwouden en moerasbossen op dat moment grote delen van de Aarde. Ook de poolgebieden waren bebost en grotendeels ijsvrij. Door een daling van de zeespiegel vielen grote delen van continenten die in het Krijt onder water stonden droog. De gemiddelde temperatuur lag in het Vroeg-Paleoceen lager dan in het Krijt, maar het was nog altijd veel warmer dan tegenwoordig met kleinere temperatuursverschillen tussen de poolgebieden en de evenaar. C. calenancus is de oudst bekende soort. Fossielen zijn gevonden in afzettingen van de Tullock-formatie in Montana. Deze formatie overligt de Hell Creek-formatie, waarin de fossielen van de laatste dinosauriërs zijn gevonden. De eerste fossiele vondsten van C. calenancus werden gedaan bij Purgatory Hill en dateren uit het Laat-Puercan. Later is ook een fossiele kies beschreven uit het bovenste deel van de Tullock-formatie, die afgezet is in het Vroeg-Torrejonian. Een fossiele vondst uit de Bear Formation in Montana behoort mogelijk ook tot C. calenancus.

### Midden-Paleoceen
Fossielen uit het Midden-Paleoceen zijn met name gevonden in het San Juan-bekken en de Fort Union-formatie in het Crazy Mountain-bekken in Montana. Het genus Chriacus had in deze periode zijn grootste diversiteit met zes erkende soorten tijdens de NALMA's Torrejonian en Tiffanian. C. baldwini en C. punitor verschenen in het Vroeg-Torrejonian met vondsten in het bovenste deel van de Tullock-formatie. C. baldwini overleefde tot in het Tiffanian. Fossielen van deze soort uit het Torrejonian zijn verder gevonden in de Nacimiento-formatie, de Fort Union-formatie en de Polecat Bench-formatie in Wyoming. Het fossiele materiaal uit de Nacimiento-formatie bestaat uit tanden, kaakbeenderen en delen van het skelet, waaronder delen van opperarmbenen, een vrijwel compleet dijbeen, een ellepijp en een gedeeltelijke astralagus. Vondsten uit het Tiffanian zijn gedaan in de Black Peaks-formatie in Texas, de North Horn-formatie in Utah, de Evanston-formatie in Wyoming en de Paskapoo-formatie in Alberta. Van C. punitor zijn verder fossiele vondsten uit het Midden-Torrejonian gedaan in de Nacimiento-formatie, de Fort Union-formatie en de Porcupine Hills-formatie in Alberta. Het bovengenoemde partiële skelet behoort tot C. punitor en werd gevonden in de Pantolambda-zone van de Nacimiento-formatie bij Torreón Arrojo. C. pelvidens leefde van het Torrejonian-1 tot in het Tiffanian-3. Deze soort was groter dan C. baldwini. Fossielen zijn bekend uit de Nacimiento-formatie, de Fort Union-formatie (Torrejonian), de Evanston-formatie, de Melville-formatie in Montana en de Paskapoo-formatie (Tiffanian), terwijl C. pelvidens ook deel uitmaakt van "The Breaks Fauna". Deze paleofauna is bekend uit de Hanna-formatie in het Hanna-bekken in Wyoming en leefde tijdens de overgangszone van het Torrejonian naar het Tiffanian. C. oconostotae leefde tijdens het Tiffanian met fossiele vondsten in de Fort Union-formatie, de Chappo Member van de Wasatch-formatie in Wyoming en de Paskapoo-formatie. C. katrinae en C. metocometi zijn slechts bekend van één locatie, respectievelijk Rock Bench Quarry in het Clark's Fork-bekken in Montana uit het Midden-Torrejonian en Mason Pocket in Colorado uit het Tiffanian. In de Ravenscrag-formatie in Saskatchewan is fossiel materiaal van Chriacus uit het Tiffanian gevonden dat niet tot op soortniveau geclassificeerd kon worden.

### PETM
Aan het einde van het Paleoceen, 56 miljoen jaar geleden, trad een pijlsnelle opwarming van het mondiale klimaat op, wat grote invloed had op het leven op Aarde. Deze periode wordt aangeduid als het "Paleocene-Eocene Thermal Maximum" (PETM). Deze klimaatsverandering had grote invloed op de fauna in de Western Interior. Moderne primaten, hyaenodonten, onevenhoevigen en evenhoevigen bereikten in het Wasatchian-0 het gebied, mogelijk vanuit Azië. Te midden van de immigranten, waartoe ongeveer de helft van alle zoogdierfossielen uit het Vroeg-Wasatchian behoort, overleefden nog enkele overblijvers uit het Paleoceen. Chriacus was een van deze overlevers. C. badgleyi leefde tijdens het Wasatchian-0. De soort is bekend van fossiele tanden en kaakmateriaal uit de Willwood-formatie in het Bighorn-bekken in Wyoming. C. badgleyi was de algemeenste arctocyonide in het Wasatchian-0. Het was een kleine soort en 26 tot 37% kleiner dan C. oconostotae en C. pelvidens en 18 tot 24% kleiner dan C. gallinae uit latere delen van het Wasatchian. C. badgleyi valt hiermee binnen het patroon van verdwerging van diverse zoogdieren in Bighorn-bekken tijdens het PETM. Verschillende herbivoren en carnivoren waren kleiner dan verwanten uit hetzelfde geslacht uit het Laat-Clarkforkian en/of latere delen van het Wasatchian. Er zijn twee theorieën voor deze verdwerging. De eerste theorie is evolutionair gestuurd, waarbij de zoogdieren kleiner werden door het warmere klimaat waardoor er minder voedsel, beschutting en leefgebied beschikbaar was. De tweede theorie is ecologisch gestuurd, waarbij de grotere soorten door de klimaatsveranderingen noordwaarts migreerden en vervangen werden door kleinere soorten uit zuidelijkere gebieden.

### Wasatchian
In het Wasatchian-1 en Wasatchian-2 werd Chriacus zeldzamer en de nauw verwante Thryptacodon juist algemener. Mogelijk was dit het gevolg van veranderingen van het habitat of ecologische competitie tussen de genera. De jongste fossielen van Chriacus zijn gevonden in de Heptodon-zone van de Willwood-formatie en dateren uit het midden van het Wasatchian-6. C. gallinae leefde tijdens het Wasatchian en verscheen tijdens het "Eocene Thermal Maximum" (ETM, 53,7 miljoen jaar geleden. De soort werd aanvankelijk beschreven aan de hand van fossielen uit de San José-formatie in het San Juan-bekken, bestaande uit tanden, hand- en voetbeentjes en delen van de extremiteiten (partiële spaakbeen en ellepijp, distale deel scheen- en kuitbeen). Later is ook materiaal van C. gallinae gevonden in de Willwood- en Indian Meadows-formaties in Wyoming en DeBeque-formatie in Colorado. Het eerder genoemde vrijwel complete skelet van Chriacus is gevonden in de Willwood-formatie. Door de US Geological Survey zijn sinds 1979 in de Willwood-formatie meer dan 150 skeletten van meer dan 25 geslachten uit twintig families gevonden, variërend van meerdere beenderen tot grotendeels complete en gearticuleerde skeletten. Naast Chriacus zijn van onder meer Palaeanodon, de primaten Cantius en Phenacolemur, de creodonten Oxyaena en Prototomus, de carnivoren Didymictis, Miacis en Vulpavus, en de hoefdieren Diacodexis, Phenacodus en Sifrhippus de eerste of meest complete skeletten gevonden. Hierdoor geldt het Bighorn-bekken als de voornaamste bron van kennis over de skeletanatomie van zoogdieren uit het Vroeg-Eoceen. Het bekken geldt sinds het begin van de twintigste eeuw als de vindplaats van de rijkste en diverste zoogdierfauna's ter wereld uit het Vroeg-Eoceen, maar lange tijd kwam de meeste informatie over postcraniële anatomie uit studies van Matthew en zijn tijdgenoten.

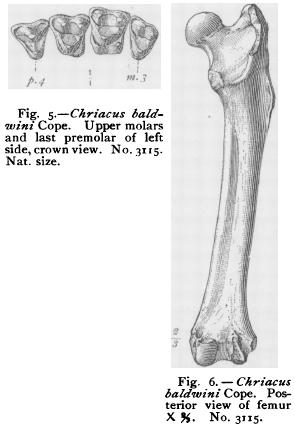
Tanden en dijbeen van C. baldwini
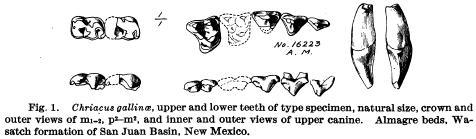
Tanden van C. gallinae
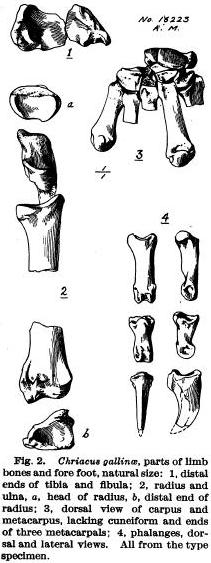
Beenderen van C. gallinae